# Restorffs Bryggjarí
Restorffs Bryggjarí fue una compañía cervecera feoresa establecida en la ciudad de Tórshavn, la capital de las Islas Feroe, en 1849, siendo así la primera compañía cervecera establecida en las islas.

## Historia
La compañía se estableció por primera vez en Tórshavn en 1849. Fue fundada por Martin Christian Restorff, un danés-alemán que se estableció en las Islas Feroe.
La cervecería fue de una única familia propietaria hasta el 2002 cuando fue vendida a un empresario local. En 2005 dejó de producir bebidas gaseosas, dándole el monopolio feroés de estas a la otra gran compañía cervecera del país: Föroya Bjór.
En enero de 2007 se declaró en venta, obteniendo sus productos la compañía feroesa Föroya Bjór.